# Busta paga in Italia
La busta paga in Italia (anche prospetto paga o cedolino paga) è un documento informativo sulla retribuzione e delle eventuali trattenute che compongono lo stipendio di un lavoratore dipendente.

## Disciplina normativa

### Obblighi
Il nome formale, previsto dalla legge 5 gennaio 1953, n. 4, è "prospetto di paga", e il datore di lavoro deve obbligatoriamente fornirlo al lavoratore. Una successiva circolare del Ministero del lavoro dell'ottobre 1953 ha precisato che in caso di natura mista delle prestazioni fornite (pagate in parte in denaro e in parte in natura) quelle pagate in natura devono essere indicate solo se si determina un aumento degli imponibili fiscali-contributivi.
Ai sensi della legge 6 agosto 2008, n. 133 - che ha istituito il Libro Unico del Lavoro (LUL) - il prospetto è identificato indirettamente poiché si riferisce genericamente agli "estratti" del LUL. Le singole annotazioni sul prospetto di paga debbono corrispondere esattamente alle registrazioni eseguite per lo stesso periodo di tempo poiché il LUL ha sostituito, ai sensi dell'art. 39 della legge 133/2008, il libro paga, quello delle matricole e gli altri registri equipollenti, integrando al cedolino paga con il dettaglio relativi ad altri dati relativi al rapporto di lavoro del lavoratore dipendente.
Per i dipendenti pubblici, ai sensi dell'art. 2, comma 197 del 23 dicembre 2009, n. 191 (legge finanziaria per l'anno 2010), è stato previsto a decorrere dal 30 novembre 2010, per il personale delle amministrazioni dello Stato, e per le retribuzioni erogate con procedure informatiche e dei servizi del Ministero dell'Economia e delle Finanze, l'introduzione del cedolino elettronico unico, sancendo che essa debba essere consegnata ai dipendenti pubblici con modalità informatiche. Per i dipendenti del settore privato non vi è alcuna norma specifica circa le modalità di consegna ma l'interpello n. 13/2012 del Ministero del Lavoro ha chiarito che la consegna tramite indirizzo di posta elettronica intestato al datore di lavoro e dotato di password assolve gli obblighi di legge.

### Soggetti destinatari
L'obbligo di consegna riguarda operai, impiegati e quadri; da quando esiste il LUL è stato abolito l'obbligo per cui doveva essere firmata o timbrata dal datore di lavoro. Il d.lgs. 11 agosto 1993, n. 375 ha esteso tale obbligo anche agli operai del settore agricolo. L'obbligo riguarda anche le società cooperative che sono tenute alla compilazione del prospetto di paga sia per gli operai ausiliari sia per i propri soci dipendenti.
Inoltre, anche per gli amministratori di società, nonché i collaboratori coordinati continuativi (co.co.co) e a progetto (co.co.pro), che sono dei "parasubordinati", come anche gli associati in partecipazione, vi è l'obbligo di redazione del cedolino, a meno che queste tipologie di figure non prestino la loro attività come lavoratore autonomi. Pertanto, è tendenzialmente scorretto affermare che solo i "dipendenti" (ovvero i lavoratori subordinati) ricevono il cedolino paga.

### Sanzioni
Per quanto riguarda le sanzioni, in caso di mancata o ritardata consegna al lavoratore è previsto a carico del datore di lavoro una sanzione amministrativa nella forma di ammenda per un ammontare compreso tra 50.000 e 300.000 euro, salvo che il fatto costituisca reato, ovvero la legge ha lasciato libero arbitrio su come strutturare il modello cartaceo da fornire ai dipendenti.

## Contenuto

### Dati obbligatori
Gli elementi fondamentali che devono essere riportati sono:
- Minimo contrattuale (detto anche "minimo tabellare" o "paga base"), il minimo di base previsto dal contratto o, se adottato, dal CCNL di categoria per il livello di riferimento, sempre segnato nella busta paga;
- Contingenza (con l'E.d.R.), l'EDR si tratta dell'elemento distintivo della retribuzione, mentre la contingenza è un ex-elemento di integrazione della busta, il loro importo seguono i contratti di riferimento;
- Scatto anzianità (ove previsto): un aumento retributivo aggiuntivo che per contratto di riferimento si può ricevere ogni 2, 3 o 4 anni di anzianità presso la stessa azienda, ogni CCNL prevede un massimo di scatti assegnabili.
- Superminimi, eventuali aumenti retributivi, individuali per meriti specifici (ruolo, responsabilità, capacità, impegno, funzione di appartenenza, carriera, ecc), o per accordi tra sindacato e datore di lavoro, possono essere assorbibili o meno (nel primo caso diminuiranno di un importo pari all'aumento del minimo contrattuale previsto dai rinnovi contrattuali, con il tempo la voce sparirà una volta completamente assorbita).

Altra voce presente in busta, quando previste o contrattualizzate, è quella di ulteriori elementi eventualmente previste dai CCNL o dalla contrattazione interna (come ad esempio indennità).

### Dati non obbligatori
Altri elementi, che però non hanno obbligo di specifica nel documento sono: straordinari, ferie, tredicesima mensilità, indennità, festività, permessi, congedo matrimoniale, malattia, maternità, infortunio, assegni familiari, fringe benefit.